# Werner Schlager Academy
Die Werner Schlager Academy Betriebs GmbH (WSA) war ein österreichisches Tischtennis-Hochleistungstrainingszentrum in Schwechat bei Wien.
Sie war nationaler Stützpunkt für das österreichische Tischtennis-Nationalteam der Herren (Robert Gardos, Stefan Fegerl, Daniel Habesohn, Chen Weixing, Dominik Habesohn).
Weiters war sie dauerhafter Trainingsort für eine Reihe namhafter internationaler Tischtennisspieler wie Marcos Freitas, João Monteiro, Mihai Bobocica, Daniela Dodean oder Matilda Ekholm sowie für Nachwuchsspieler wie Alexandre Robinot, Tomáš Polanský, Tamolwan Khetkuan oder Marie Migot.

## Geschichte
Nach dem Weltmeistertitel im Tischtennis von Werner Schlager im Jahr 2003 entstand im Juli 2005 die Idee für ein nationales und internationales Trainingszentrum bei Wien. Schwechat zeichnete sich als Standort durch die unmittelbare Nähe zum Flughafen Wien und den Schnellbahnanschluss aus und erhielt deshalb den Vorzug gegenüber Stockerau.
Das Vorhaben wurde durch Butterfly, das Land Niederösterreich, den Internationalen Tischtennis-Weltverband und das Österreichische Sportministerium unterstützt.
Nach rund dreijähriger Vorbereitungsphase wurde Ende 2008 am Standort Möhringgasse 2–4 mit dem Bau begonnen. Am 11. Jänner 2011 wurde die Werner Schlager Academy eröffnet. Im Dezember 2015 musste sie aufgrund wirtschaftlicher Probleme Insolvenz anmelden. Ende 2016 wurde der Trainingsbetrieb endgültig eingestellt.

## Trainingshalle und Ausstattung

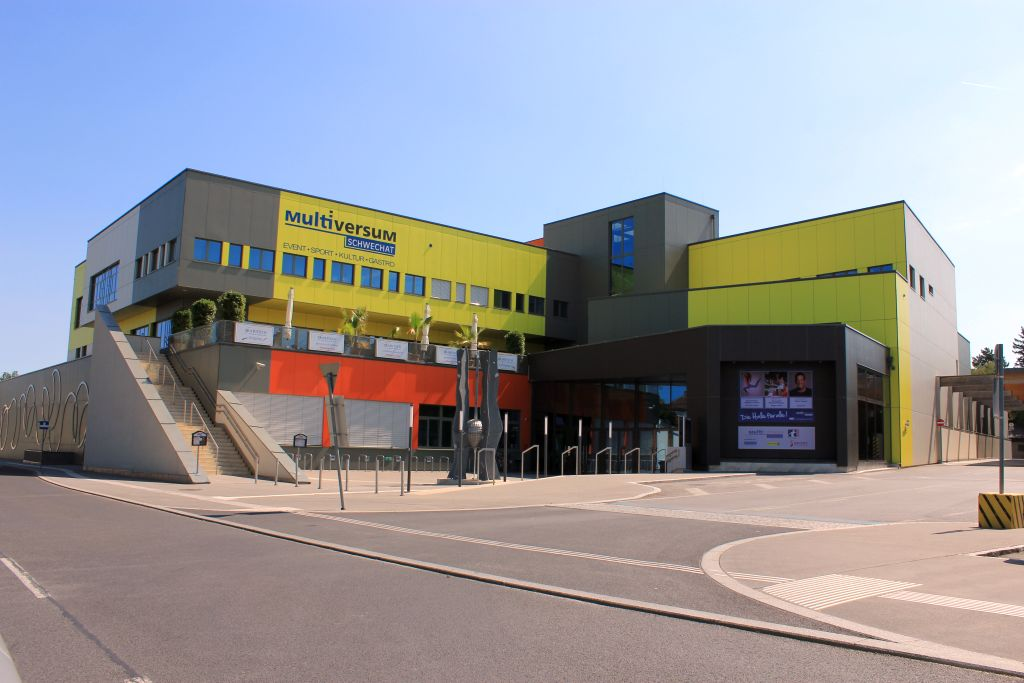
Das Multiversum in Schwechat, in der die WSA beheimatet ist.

In der 7,3 Meter hohen Trainingshalle mit 60 × 30 Meter Fläche finden bis zu 36 Tische Platz. Sie ist damit die größte rein für Tischtennis konzipierte Halle Europas.
Die Lichtstärke kann bis zu 1500 lx eingestellt werden. In der gesamten Halle ist ein roter Gerflor-Taraflex-Boden (welcher bei nahezu allen Tischtennis-Großveranstaltungen verwendet wird) fix verlegt. Darunter befindet sich eine aufwendige Holzkonstruktion, die Schwingungen bestmöglich abfedern soll.
Anschließend an die Trainingshalle befindet sich ein Gymnastik- (bzw. Aufwärm-) Raum. Im Gebäudekomplex beheimatet sind zusätzlich ein Tischtennis- und Laufsport-Shop, ein Fitnesscenter, mehrere Massageräume, eine Players Lounge und ein Restaurant.
Neben der WSA-Halle befindet sich die 1500 m² große Multiversum-Eventhalle mit bis zu 3500 Zuschauerplätzen.

## Trainingsauslastung und Spieler
Im Jahr 2013 gab es insgesamt 580 Trainingsbesuche aus 66 Nationen (Europameisterschaft ausgenommen) in der WSA.
In den Jahren 2011, 2012 und 2013 hielt die Chinesische Tischtennisnationalmannschaft ihre Vorbereitung für die Tischtennisweltmeisterschaft im Trainingszentrum ab.
Eine Reihe von Top-Spielern waren dauerhafte Trainingsgäste und lebten das ganze Jahr über in Schwechat. Waren es im Jahr der Eröffnung erst 19, so lebten im Jahr 2015 schon über 50 Spieler permanent hier.

## Tischtennis-Schule
Neben dem Training in den Profi-Gruppen ermöglichte die Werner Schlager Academy auch ambitionierten Vereins-, Meisterschafts-, Hobby- und Freizeitspielern sowie Anfängern sich unter professionellen Bedingungen und unter der Anleitung von Profi-Trainern weiterzuentwickeln. Auch im Amateurbereich wurden regelmäßig Turniere und Veranstaltungen mit bis zu 150 aktiven Teilnehmern durchgeführt.

## Veranstaltungen
- ITTF World Hopes Week & Challenge 2011
- ITTF World Hopes Week & Challenge 2013
- Champions League Veranstaltungen
- ETTU Cup Veranstaltungen
- Jugend Europameisterschaft 2012
- Europameisterschaft 2013

## Führungsstruktur
- Geschäftsführer: Martin Sörös
- Sportdirektor: Werner Schlager
- Büroleitung: Fabian Becker
- Cheftrainer: Dirk Wagner und Neven Cegnar
- Trainer: Mathias Habesohn, Tamara Boroš, Dmitrij Levenko
- Leiter Tischtennisschule (Hobbybereich): Fabian Becker

## Auszeichnungen
Die WSA wurde im Juli 2013 vom Internationalen Tischtennis-Weltverband (ITTF) zum „First Priority Hot Spot“ ausgerufen. Dieser obersten Kategorie gehörten 2013 weltweit nur noch fünf weitere Trainingszentren an.